# Sapote
El sapote o acres (Manilkara zapota), és una espècie de planta amb flors, un arbre de la família Manilkara. També pot rebre els noms de planta del xiclet i acras.
El xiclet (del nàhuatl chictli) és un polímer gomós que s'obté de la saba d'aquest arbre originari de Mèxic, Amèrica central i Amèrica del Sud tropical. Pel seu gust dolç i aromàtic, nombrosos pobles amerindis utilitzaven aquesta goma com a masticatori. Tot i que fins fa relativament poc temps el xiclet encara utilitzava encara aquesta saba com a material, avui dia ha estat substituïda per una base de plàstic neutre, l'acetat polivinílic.

## Collita
El procés de la collita del xiclet s'assembla molt al que es feia servir per extreure el cautxú de l'"Hevea brasiliensis ". De fet, la primera persona a mirar d'aprofitar industrialment el xiclet, el president mexicà Antonio López de Santa Anna, va pensar en aquest com a material per fabricar cobertes pneumàtiques per a carruatges. Entre juliol i febrer, a l'estació plujosa, el tronc de l'arbre es marca al matí amb talls de matxet poc profunds i en ziga-zaga, perquè la saba ixi pels talls i es dipositi en bosses col·locades a aquest efecte; a la tarda, els recol·lectors recullen el quilogram i mig (aproximadament) de saba que ha brotat i el transporten a plantes de processament.

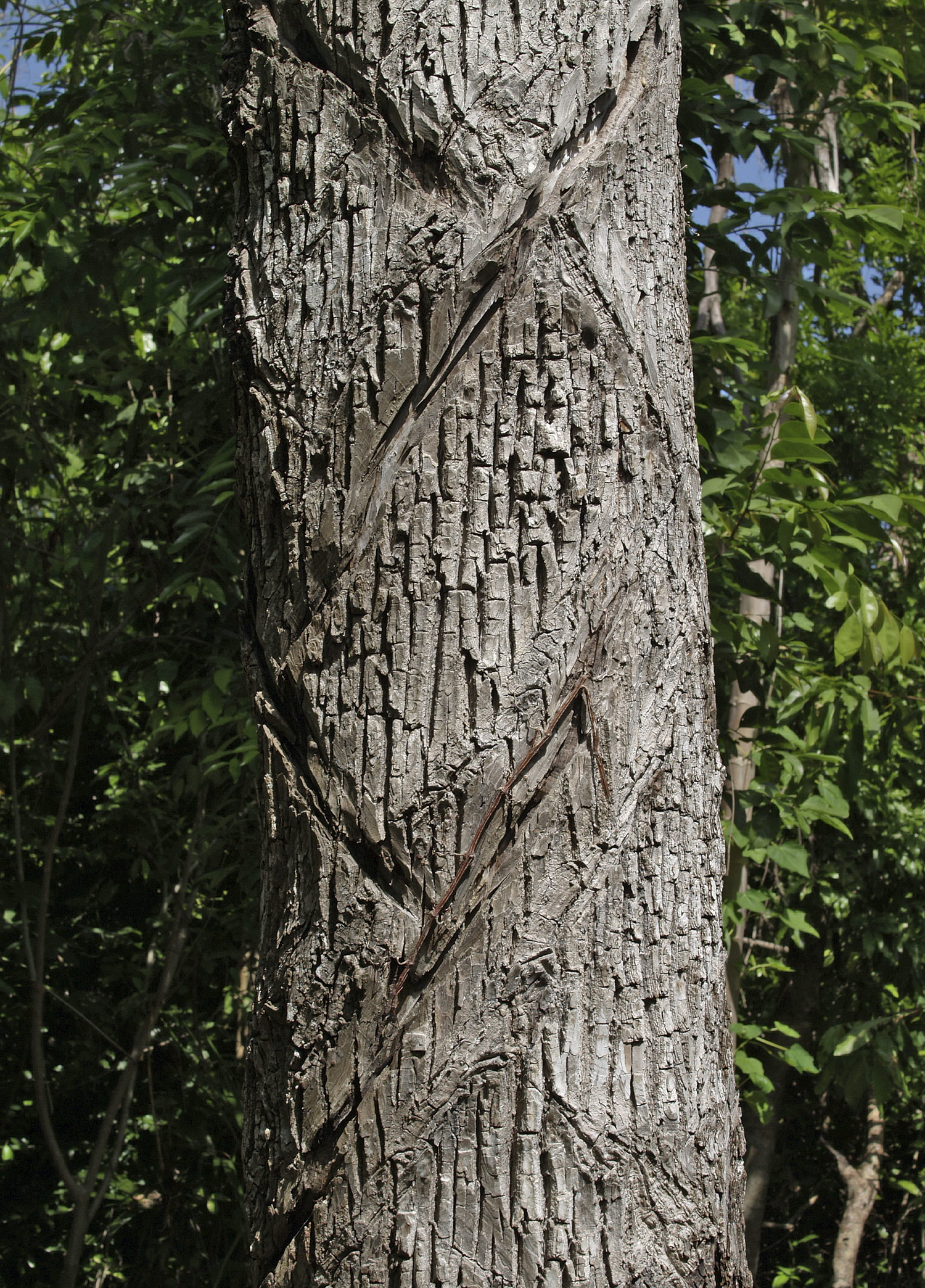
Arbre del xiclet amb incisions

La sapote no s'explota fins que fa 25 anys, i a causa de l'escarificació dels talls antics, només hom pot drenar cada arbre un cop cada dos o tres anys. Les possibilitats d'explotació no són indefinides. La demanda de xiclet va créixer enormement al llarg del segle passat, la qual cosa va conduir a la utilització d'altres espècies semblants (la balata, M. bidentata i la Mimusops globosa). Al dia d'avui s'utilitzen preferentment productes a base de petroli en lloc de resines naturals.

## Processament
La saba espessa de manera natural al contacte amb l'aire per un procés d'oxidació, però en les plantes es filtra i es bull per obtenir la consistència desitjada. La resina s'escalfa al vapor fins a una temperatura de 115 graus Celsius, es torna a filtrar, se centrifuga, es filtra de nou i es barreja, en grans contenidors rotatius de centenars de litres, amb els endolcidors i aromes elegits. Tot aquest procés es realitza a altes temperatures. La goma es deixa refredar lleugerament abans de passar-la per corrons que l'aplanen fins a l'ample desitjat. Un cop freda, es talla i s'empaqueta. Les gomes amb cobertures o farciments reben processos addicionals abans d'arribar a l'embalatge.

## Fruit

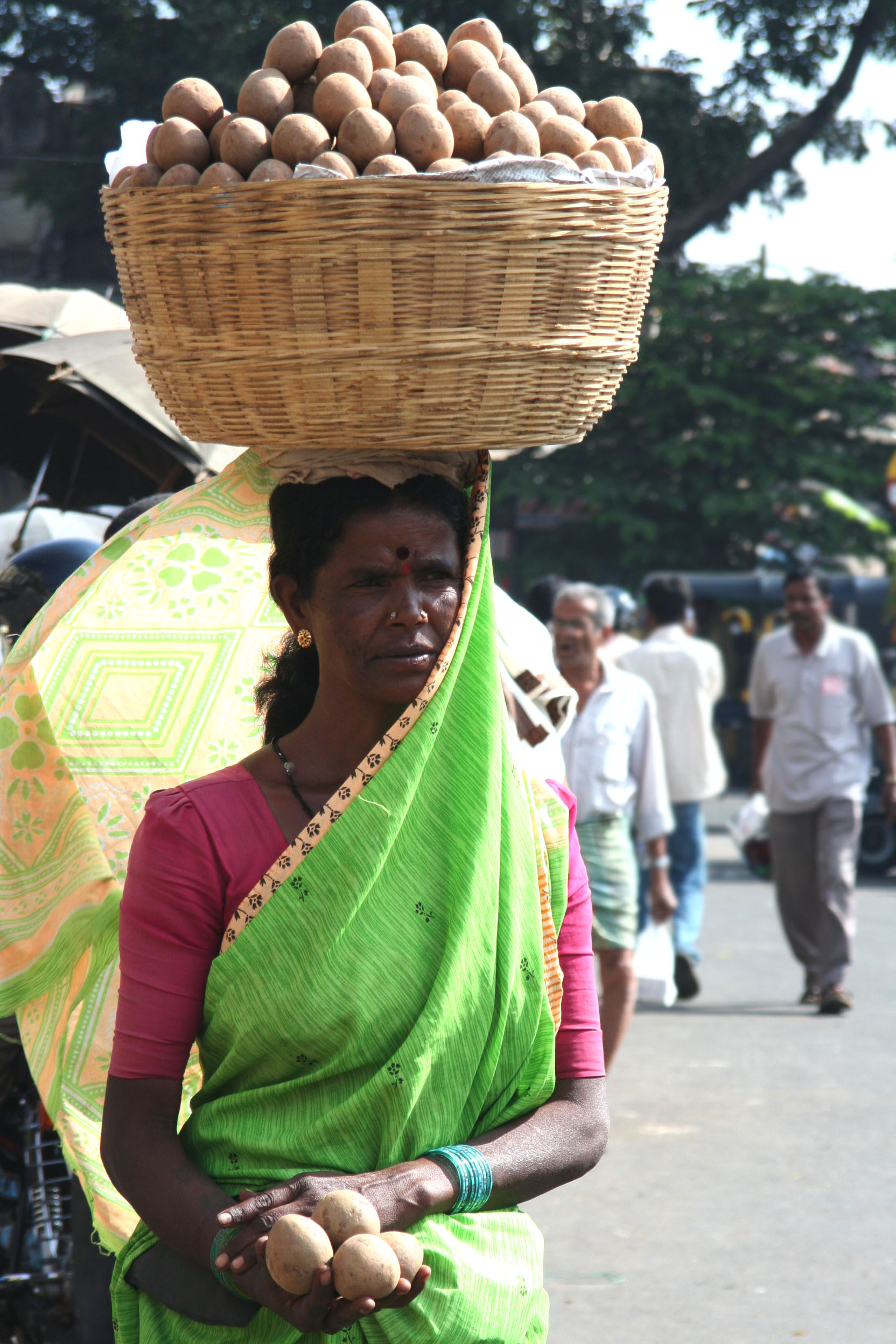
Dona venent fruits de sapote a Karnataka

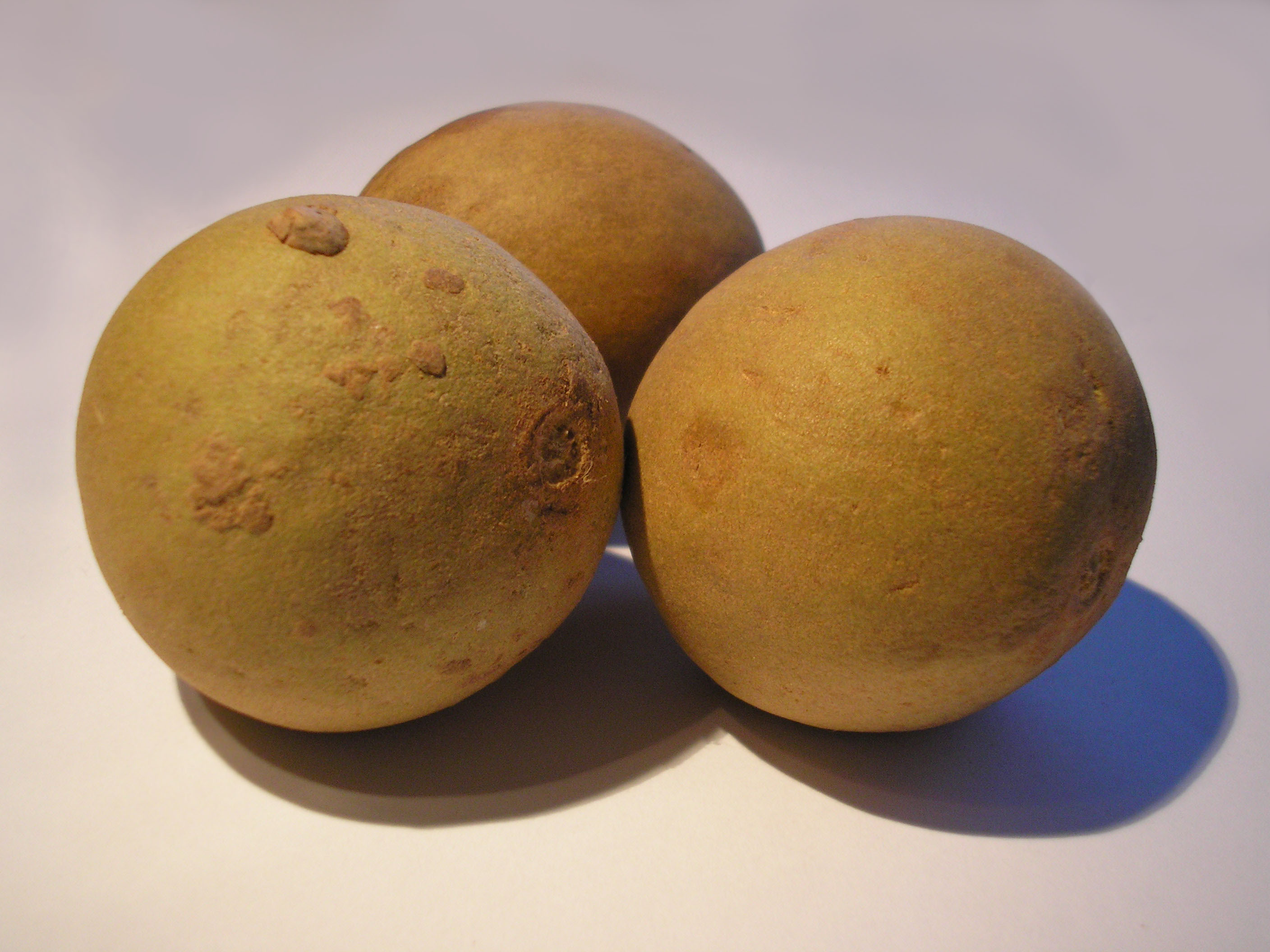
Fruits

El M. Zapote es cultiva també pel seu fruit comestible, semblant a la pruna. La seva polpa és bruna, translúcida i molt dolça. A Mèxic, aquesta fruita és comercialitzada amb el nom de chicozapote, paraula que prové del nàhuatl i significa sapote de mel. A Guatemala també es cultiva amb el mateix nom i es comercialitza àmpliament per tot el territori guatemalenc. Fins i tot, se n'utilitza la fusta per a elaborar ornaments artesanals i escultures amb formes molt diverses: Ruïnes maies, armadillos (a Guatemala: Huecha), Jaguars, Tucans i moltes formes més relacionades a la diversitat de cultura i fauna guatemalenca. Precisament per tal com és el més dolç dels fruits que produeixen els arbres de la família de les sapotàcies. A Veneçuela el fruit es coneix com a sapote.

## Industrialització
Antonio López de Santa Anna, després d'haver estat despatxat del govern mexicà a causa de la revolució liderada per Juan Álvarez, es va exiliar en els Estats Units. Mentre vivia a Staten Island, Nova York, es va fer portar un carregament de xiclet natural, del qual era molt aficionat. Un conegut seu, l'industrial i inventor Thomas Adams va concebre el projecte d'utilitzar el material com a substitut del cautxú, que arribava a preus estratosfèrics per l'època.
Nogensmenys, la resina del M. Sapotees va mostrar massa tova per a aquest fi, i Adams va perdre un munt de diners en el procés, després d'haver provat d'emprar-la per fer pneumàtics de bicicleta, joguines, botes de pluja i màscares. L'afició del general López de Santa Anna a mastegar aquest material li va suggerir la idea de comercialitzar-lo com a substitut de la parafina, que la gent jove feia servir en aquell temps per a mastegar. A 1869 va obtenir una patent per al xiclet, i dos anys més tard va començar a comercialitzar-la en massa sota la marca Adams New York Chewing Gum. El 1875 va tenir la idea de barrejar el producte amb xarop d'auró i regalèssia per donar-li sabor.
El gust de menta, tan popular actualment, no es va introduir fins a 1880; en aquell any, William White va fabricar la primera goma amb aquest gust sota la marca Yucatán. Altres invencions de l'època van ser la Beemans Chewing Gum, desenvolupada pel metge Edward Beeman, amb peptina afegida per a facilitar la digestió, la goma Dentyne del dentista Franklin V. Canning (1889) i els xiclets (xiclets amb cobertura de caramel). El 1888, Adams va fabricar a més la primera màquina expenedora automàtica de xiclets.
A 1915 William Wrigley Jr, el fundador de la marca Wrigley's, va tenir la idea agosarada d'enviar per correu tres comprimits del seu xiclet de menta a totes les persones que apareixien en les guies de telèfons de totes les ciutats dels Estats Units. El succés rotund de la idea li va fer guanyar el primer lloc en vendes per molt de temps.